# Stoki (województwo małopolskie)

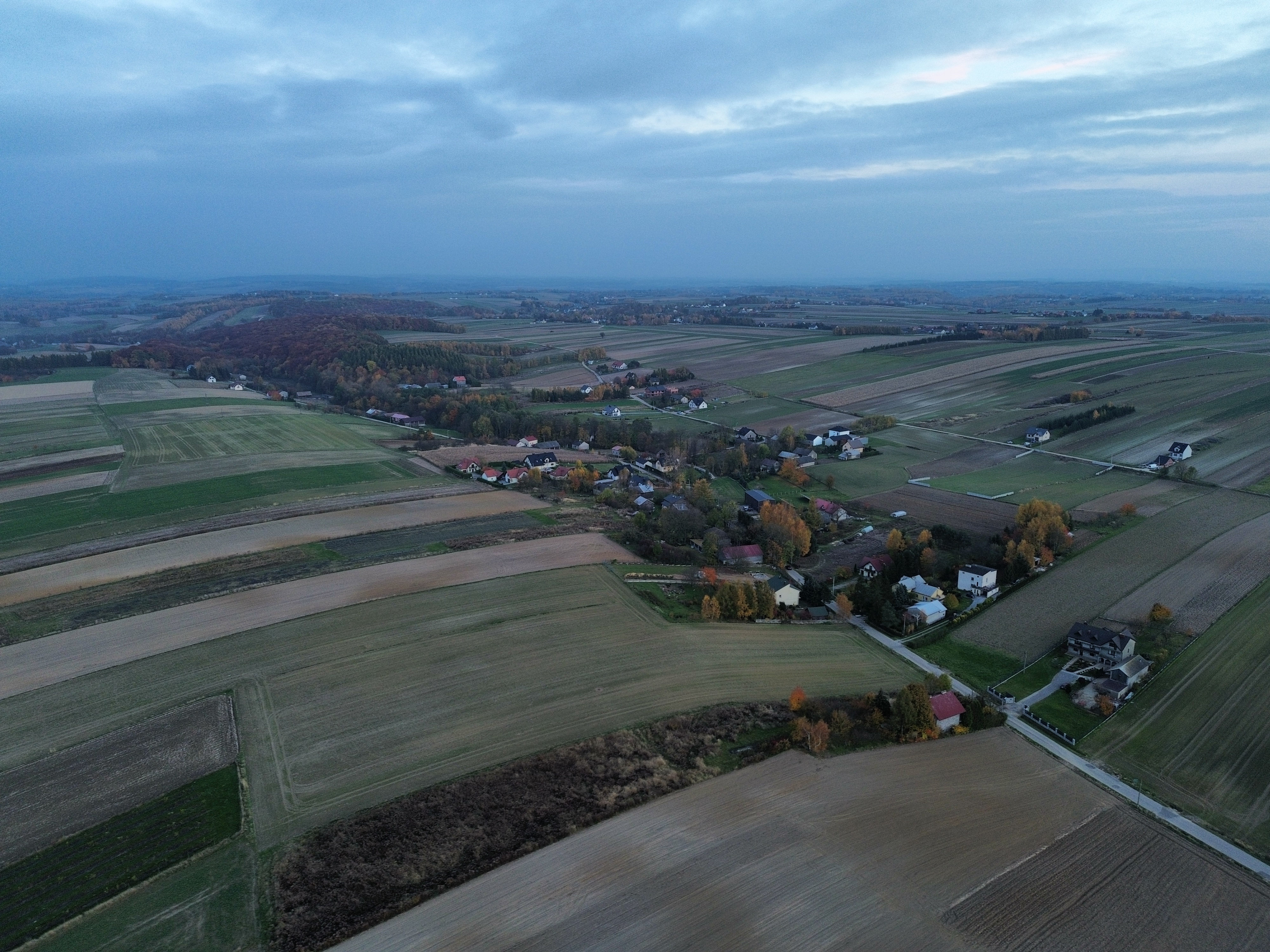

Stoki – wieś w Polsce położona w województwie małopolskim, w powiecie krakowskim, w gminie Skała.
W latach 1975–1998 miejscowość położona była w województwie krakowskim. W 2021 roku wieś zamieszkiwało 105 osób. 
Na terenie wsi znajduje się winnica i lawendziarnia. 

## Infrastruktura
W latach 2018-2024 w miejscowości realizowana była sieć kanalizacji sanitarnej. W 2023 roku doprowadzono światłowód. W okresie 2016-2024 wydano łącznie 15 nowych pozwoleń na budowę dla domów jednorodzinnych i powiązanej z nimi infrastruktury. 

## Historia
Wieś przez lata była folwarkiem kolejnych właścicieli dóbr Rzeplińskich. 
Do 1813 r wieś Rzeplin wraz ze Stokami była własnością ks. kanonika Dembowskiego. W tym roku dobra przejął jego szwagier Jan Feliks Slaski- generał-major, dowódca kosynierów pod Racławicami.
Dobra Rzeplin w 1866 r. składały się z folwarków Rzeplin i Stoki, mających 834 morgi gruntów, z czego 622 morgi liczyły grunty orne i sady, 131 lasy, 22 pastwiska, 89 nieużytki. Wieś Rzeplin miała w 1889 r. 35 osadników, którzy dzierżyli 241 mórg gruntów. Wieś Stoki miała osadników 10 z 98 morgami gruntu. W drugiej połowie XIX wieku właścicielami Rzeplina i dworu została przybyła do Polski z Francji – jeszcze w XVII w. – rodzina Gautier.
W księgach metrykalnych parafii w Minodze wieś Stoki zaczęła funkcjonować jako odrębna miejscowość mniej więcej od połowy lat 70 XIX.